# Hud (profeta)
Nel Corano, Hūd (in arabo هود‎?) è il profeta della tribù degli ʿĀd, nipote di Noè (Nūḥ, in arabo نوح‎?). La loro città sarebbe stata Iram. Hūd è da alcuni storici delle religioni individuato nel Patriarca biblico Heber, discendente di Sem. È anche il titolo della Sura XI del Corano.

## Nel Corano
Nella Sura a lui dedicata, Allāh promette tremendi castighi a chi mette in dubbio la Sua parola e a quanti reclamano prove circa la verità di quanto da Lui rivelato nel Corano.
Il testo sacro islamico afferma che Nūḥ (Noè), Hūd, Ibrāhīm, Lūṭ, Mūsā, Ṣāliḥ, Shuʿayb, e lo stesso Maometto sono stati rifiutati dalle genti cui essi erano stati inviati per le ragioni più diverse, ma che Dio punirà tutte queste genti ribelli, sterminandole, se esse non si pentiranno, anche per impartire un esemplare ammonimento per le comunità che, sciaguratamente per loro, volessero imitarle.
Gli ʿĀd rifiutarono di sottomettersi alle ingiunzioni di Hūd. Furono perciò sottoposti a una dura siccità. Qāʾil, il loro capo, si decise allora a celebrare un sacrificio a Dio per il ritorno della pioggia, ma era ormai troppo tardi, visto che Dio aveva deciso di punire gli ʿĀd per la loro incredulità. Qāʾil, che era non credente, condusse le vittime sulla cima di una montagna per sacrificarle egli stesso.
( Ṭabarī, Dalla creazione a David, in op. cit.,  pp. 116. Storia del profeta Hūd.)
La nuvola si fermò sopra la testa degli Aditi, e il vento sterile che essa conteneva ne uscì, come è detto nel passaggio del Corano citato da Ṭabarī:
(Corano, LI:41)